# Operacja grecka NKWD
Operacja grecka (ros. Греческая операция, gr. Ελληνική Επιχείρηση) – wymierzona w Greków tzw. operacja narodowościowa NKWD realizowana w latach 1937–1950 w oparciu o szeroką interpretację (oskarżenia o działanie na rzecz polskiego wywiadu) Rozkazu Ludowego Komisarza Spraw Wewnętrznych ZSRR nr 00485 z dnia 11 sierpnia 1937.
Szacuje się, że podczas operacji greckiej zginęło od 20 do 50 tysięcy osób. 

## Historia
Według spisu ludności sowieckiej z 1926 r. Związek Radziecki zamieszkiwało 213 765 Greków, głównie zamieszkałych w Greckim Rejonie Narodowym potomków mieszkańców starożytnego Królestwa Bosporańskiego. 
Pojawiające się po wydaniu rozkazu nr 00485 prześladowania Greków były stopniowe: początkowo władze zamknęły greckie szkoły, ośrodki kultury i wydawnictwa. Następnym krokiem było zaaresztowanie wszystkich Greków powyżej 16. roku życia. 
W wielu przypadkach władze centralne wysyłały telegramy do lokalnych sił policyjnych z rozkazem aresztowania określonej liczby Greków, nie podając żadnych indywidualnych nazwisk, czego efektem były aresztowania losowych osób pochodzenia greckiego w celu osiągnięcia żądanej przed władze liczby więźniów. 
Na skutek sowieckich prześladowań, w 1938 r. do Grecji emigrowało 20 000 radzieckich Greków, a w latach 1965–1975 ich liczba zwiększyła się o kolejne 15 tysięcy.

## Pamięć
Pomnik więźniów łagrów pochodzenia greckiego został odsłonięty w Magadanie w 2011. 
Ofiary operacji greckiej zostały zrehabilitowane dekretem prezydenta Federacji Rosyjskiej nr. 458 z 12 września 2015.